# A Skylit Drive
A Skylit Drive — американський пост-хардкор гурт з міста Лодай, Каліфорнія. Гурт випустив один мініальбом і п'ять студійних альбомів.

## Історія
За визначенням учасників - їхній гурт - майстерне змішання музичних стилів таких груп, як Chiodos і Thursday з багатооктавним вокалом і простими текстами типу Taking Back Sunday.

### Формація та ЕР (2006–2007)
Більшість учасників гурту зустрілися відвідуючи найвищу школу у Лодай.
До дебютного ЕР She Watched the Sky увійшли сім пісень. Альбом вийшов 9 січня 2007 у США.
У 2008 році у складі гурту відбулися зміни: Джордан Блейк покинув гурт через проблеми зі здоров'ям, а його місце зайняв Майкл Джагмін, який раніше виступав у Odd Project.

### Wires...and the Concept of Breathing(2008)
«Wires...and the Concept of Breathing» побачив світ у травні 2008 року на лейблі Tragic Hero Records. Музика гурту продовжила розвиватися в напрямку, заданому ЕР, знайшовши ще більший контраст між високим, дзвінким вокалом і моментами агресивного крику.
На пісні з цього альбому вони випустили відео на пісні "Wires and the Concept of Breathing", "This Isn't The End", "All It Takes for Your Dreams to Come True", "Knights of the Round" та "I'm Not a Thief, I'm a Treasure Hunter".

### Adelphia(2009–2010)
На початку 2009 гурт підписався на Fearless Records.
26 травня того ж року було викладено сингл "Those Cannons Could Sink a Ship, а 19 жовтня - музичне відео на нього.
9 червня 2009 вийшов альбом «Adelphia».

### Identity on Fire(2011)
У липні 2010 гурт повернуся до студії для запису нового альбому.
Список треків було викладено 7 грудня 2010, а сам альбом вийшов 15 лютого 2011.
12 січня 2011 з'явилося музичне відео на пісню "Too Little Too Late".
20 січня 2012 - на пісню "The Cali Buds".

### Rise(2012–2013)
21 вересня 2012 гітарист Джої Вілсон покинув гурт, завивши, що їм час рухатися своїми шляхами.
У червні 2013 гурт розпочав запис нового альбому. Після двох альбомів вони знову повернулися до Tragic Hero Records.
30 листопада 2012 гурт випустив сингл під назвою "Fallen".
15 квітня 2013, після туру на підтримку blessthefall, гурт поевнрнувся до студії для завершення роботи над альбомом.
30 червня 2013 запис було офіційно закінчено.
18 липня стало відомо, що альбом носить назву Rise та з'явиться 24 вересня 2013.
31 липня було викладено перший, однойменний сингл з альбому.
6 вересня вийшов другий сингл під назвою Unbreakable.
За перший тиждень було продано 10000 копій альбому.

### ASD(2014–2017)
21 жовтня Браян Вайт та Корі ла Квей покинули гурт через різницю у поглядах на творчість.
6 січня 2015 було викладено акустичну версію альбому Rise. У березні до гурту приєдналися Майкл Лабелль - гітари та Брендон Ріхтер - ударні.
10 числа того ж місяцю було випущено відео на трек "Within These Walls".
5 альбом - ASD - вийшов 9 жовтня 2015.
Розпочинаючи з вересня 2016 гурт не має постійного ударника.
18 березня 2017 Майкл Джагмін покинув гурт.

## Дискографія
Студійні альбоми
- Wires...and the Concept of Breathing (2008)
- Adelphia (2009)
- Identity on Fire (2011)
- Rise (2013)
- ASD (2015)

Міні-альбоми
- She Watched the Sky (2007)